# Hankelsburg
Die Hankelsburg ist eine Hofwüstung nordöstlich von Wilsbach, einem Ortsteil von Bischoffen im hessischen Lahn-Dill-Kreis.

## Geographische Lage
Die Hankelsburg befand sich rund 750 m (Luftlinie) nordöstlich der Kirche des heutigen Dorfs Wilsbach. Sie stand nahe der Mündung des von Osten kommenden Windelbachs in den Aar-Zufluss Wilsbach am Südufer des Wilsbachs auf etwa 310 m ü. NN. Das Gebiet gehört heute zum Naturpark Lahn-Dill-Bergland.

## Beschreibung
Die Hankelsburg diente als Raststation auf dem Streckenabschnitt Siegen-Marburg der Brabanter Straße, einer der bedeutendsten kontinentalen west-ost-orientierten Heer- und Handelsstraßen. Reisende konnten dort ihre Pferde wechseln.
Ein im 19. Jahrhundert errichtetes Gebäude wurde vermutlich zu Beginn des 20. Jahrhunderts abgerissen.